# دوشان سنونتو
دوشان سنونتو (انگلیسی: Dušan Švento؛ زادهٔ ۱ اوت ۱۹۸۵) بازیکن فوتبال اهل اسلواکی است.
از باشگاه‌هایی که در آن بازی کرده‌است می‌توان به باشگاه فوتبال روژمبرک، باشگاه فوتبال اسلاویا پراگ، باشگاه فوتبال کلن، و باشگاه فوتبال ردبول زالتسبورگ اشاره کرد.
وی همچنین در تیم‌های ملی فوتبال زیر ۲۱ سال اسلواکی و اسلواکی بازی کرده‌است.